# Herman von Sprecken
Herman von Sprecken, död 8 februari 1733 i Stockholm, var en textilkonstnär och mönsterritare.
Han var i sitt andra gifte gift med Elisabet Ibendorff. Von Sprecken omtalas på 1690-talet som patronmakare i änkedrottning Hedvig Eleonoras tjänst på Drottningholms slott. Patronmakare var dåtidens titel på personer som var verksamma som mönstertecknare för textilier. Till Drottningholms slott utförde han damast, sammet och brokad till en summa av 7 000 daler silvermynt. Man anser det även troligt att Von Sprecken var patrontecknare för Flors damastmanufaktur i Hälsingland omkring 1730.